# Antoniuk
Antoniuk  (ucraniano: Антонюки) es una localidad del Raión de Mykolaivka en el Óblast de Odesa de Ucrania. Según el censo de 2001, tiene una población de 691 habitantes.